# Tebe (Egitto)
Tebe (in egizio: wꜣst, waset; in greco antico: Θῆβαι?, Thēbai) fu un'antica città egizia situata lungo il Nilo, presso le attuali città di Karnak e Luxor, circa 800 km a sud del mar Mediterraneo.
Tebe era la città principale del quarto nomo dell'Alto Egitto ed è stata la capitale dell'Egitto per lunghi periodi delle ere del Medio Regno e del Nuovo Regno. Era vicina alla Nubia e al deserto orientale, con le sue risorse minerarie e rotte commerciali, era un centro di culto e la città più venerata durante molti periodi della storia dell'antico Egitto.
Il sito di Tebe include aree sia sulla sponda orientale del Nilo, dove ci sono i templi di Karnak e Luxor e dove era situata la città, sia sulla sponda occidentale, dove si trova una necropoli di grandi cimiteri e complessi funerari sia privati che reali.
I suoi resti sono inseriti tra i Patrimoni dell'umanità dell'UNESCO dal 1979.

## Toponomia
| R19 |

| R19 |

| R19 |

| R19 |

| R19 | t · niwt |

| R19 | t · niwt |

| R19 | t · niwt |

| R19 | t · niwt |

| niwt · t · Z1 | M24 | t |

| niwt · t · Z1 | M24 | t |

| niwt · t · Z1 | M24 | t |

| niwt · t · Z1 | M24 | t |

| iwn | nw · niwt | Sma |

| iwn | nw · niwt | Sma |

| iwn | nw · niwt | Sma |

| iwn | nw · niwt | Sma |

Il nome egizio per Tebe era wꜣs.t, “la Potente”. Dalla fine del nuovo regno, Tebe era conosciuta come niwt-'imn, la "Città di Amon", il capo della triade tebana di divinità, i cui altri due membri erano Mut e Khonsu. Questo nome di Tebe appare nella Bibbia, invece appare come "Nōʼ ʼĀmôn" (נא אמון‎) nel Libro di Naum 3,8 ed è anche menzionata come "No" (נא‎) nel Libro di Ezechiele 30,14-16 e nel Libro di Geremia 46,25
Tebe è a volte considerata la forma latinizzata della parola greca antica Θῆβαι, che a sua volta è la forma ellenizzata del demotico egizio tꜣ jpt ("il tempio"), che si riferisce a jpt-swt; il tempio è ora conosciuto col suo nome arabo, Karnak ("villaggio fortificato"), nella parte nord-est della città. Tuttavia, siccome Omero si è riferito alla metropoli con questo nome, e siccome la scrittura Demotica è apparsa solo dopo questa, l'etimologia è dubbia. Fin dall'Iliade di Omero, I greci chiamavano la Tebe egizia Θῆβαι ἑκατόμπυλοι (Thēbai hekatómpyloi, «Tebe dai cento cancelli»), per distinguerla dalla "Tebe dei sette cancelli" (in greco antico: Θῆβαι ἑπτάπυλοι?, Thēbai heptápyloi) in Beozia, Grecia.

Nella interpretatio graeca, Amon era rappresentato come Zeus Amon. Il nome fu quindi tradotto in greco come Diospolis, "Città di Zeus". Per distinguerla dalle altre numerose città con questo nome, era conosciuta come la "Grande Diospolis" (in greco antico: Διόσπολις Μεγάλη?, Diospolis Megálē; in latino Diospolis Magna). I nomi greci divennero più diffusi dopo la conquista dell'Egitto da parte di Alessandro Magno, quando il paese passò sotto il dominio della dinastia tolemaica.

## Caratteristiche

### Geografia
Tebe era situata lungo le sponde del Nilo, nella parte centrale dell'alto Egitto, a circa 800 km a sud del Delta del Nilo. È stata costruita per la maggior parte sulle pianure alluvionali della valle del Nilo, che segue una grande curva del fiume. Come conseguenza naturale, la città è stata disposta sull'asse nordest-sudovest, parallelamente al contemporaneo canale del fiume. Tebe aveva un'area di 93 km2, che includeva parti delle colline tebane ad ovest, che culminano a 420 metri d'altezza sul sacro al-Qurn. Ad est è situato il montagnoso deserto orientale con i suoi uadi che vengono incanalati nella valle. Importante fra questi è il Uadi Hammamat vicino a Tebe. Era usato come una rotta commerciale via terra che portava alla costa del Mar Rosso.
Cittadine vicine del quarto nomo dell'alto Egitto erano Per-Hathor, Madu, Djerty, Iuny, Sumenu and Imiotru.

### Demografia

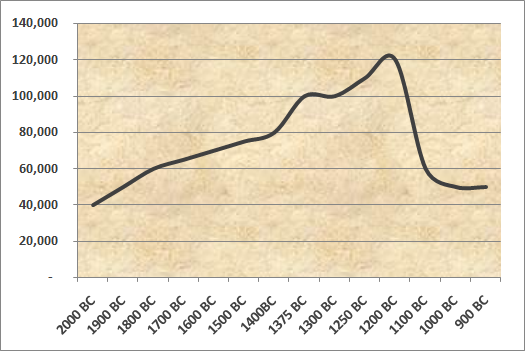
Popolazione di Tebe 2000-900 a.C.

Secondo George Modelski, Tebe aveva circa 40.000 abitanti nel 2000 a.C. (in confronto ai 60.000 di Menfi, la città più grande del mondo all'epoca). Nel 1800 a.C., la popolazione di Menfi era diminuita fino a 30.000, facendo di Tebe la città più grande d'Egitto al tempo. Lo storico Ian Morris ha stimato che nel 1500 a.C., Tebe potrebbe essere cresciuta abbastanza da essere la città più grande del mondo, con una popolazione di circa 75.000 abitanti, condizione che mantenne fino a circa il 900 a.C., quando fu sorpassata da Nimrud (fra altre).

### Economia
I resti archeologici di Tebe offrono una incredibile testimonianza della civiltà Egizia al suo picco. Il poeta greco Omero lodò la ricchezza di tebe nel nono libro dell'Iliade (VII secolo a.C.): "...Nella Tebe egizia i cumuli di lingotti preziosi brillano, la Tebe dai cento cancelli."

### Cultura
Più di sessanta festival annuali erano celebrati a Tebe. Fra questi, secondo il testo Geografico di Edfu, i festival principali erano il Bellissimo Banchetto di Opet, il festival di Khoiak, il festival di Shemu I e il festival di Shemu II. Un'altra festività popolare era il bellissimo festival della Valle, simile ad Halloween.

## Preistoria e storia
Tebe per i Greci, Uaset per gli Egizi, definita la Città dalle cento porte da Omero (Iliade IX, 383), fu edificata in una zona popolata almeno dal Paleolitico Medio.
Il nome Uaset 
| R19 | X1 · O49 |

traslitterato W3st
significa "Città dello scettro Uas" ma in origine la città era solo un piccolo nucleo formato da vari villaggi tra cui Opet-Suet, Opet sud e Uaset e situato vicino alla potente Ermonti.

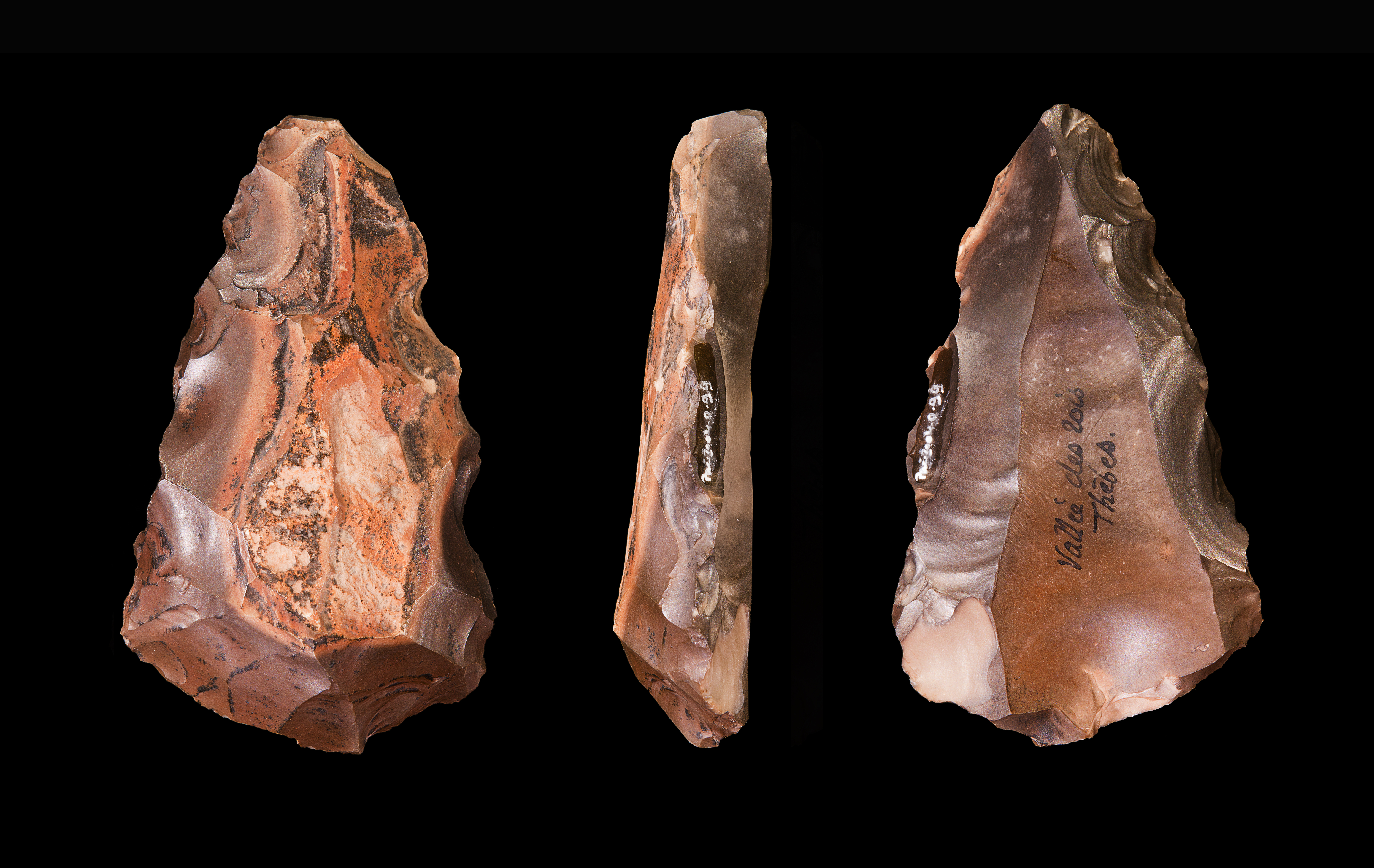
Nucleo: Museo di Tolosa

Già nota al tempo della IV dinastia; divenne celebre quando i suoi monarchi si ribellarono ai sovrani di Menfi della X dinastia, riunificando nuovamente tutto il paese e dando inizio all'XI dinastia. Divenne così capitale di fatto del Medio Regno anche se la capitale ufficiale era Ity Tawy ("La dominatrice delle Due Terre"), collocata più a nord vicino alla zona del Fayum (dove in effetti si trovano le necropoli reali del Regno Medio).
Grande influenza ebbe la sua divinità principale Amon, che divenne principale protettrice della regalità egizia nella forma di Amon-Ra re di tutti gli dei.
Durante il Secondo Periodo Intermedio fu capitale delle dinastie che mantennero una certa autonomia anche durante il periodo dei sovrani hyksos.
Con l'avvento della XVIII dinastia Tebe divenne la capitale a tutti gli effetti e tale rimane sotto i sovrani del Nuovo Regno.
Successivamente, con la XXI dinastia, la capitale politica fu trasferita nel delta, ma la città rimase il centro del culto di Amon (o Ammone).
Nel 663 a.C. fu completamente distrutta dall'invasione di Assurbanipal e i suoi abitanti resi schiavi e deportati. Si riprese lentamente, ma fu nuovamente distrutta da altre guerre e da un terremoto nel 27 a.C.

### Terzo periodo intermedio
Il controllo degli affari locali si stava spostando sempre di più nelle mani degli alti sacerdoti di Amon, così tanto che durante il terzo periodo intermedio l'alto sacerdote di Amon aveva potere assoluto sul sud, Controbilanciando i re della XXI e XXII dinastia che regnavano dal delta. Matrimoni combinati e adozioni fortificarono i legami fra le due fazioni, con alcune figlie dei re Taniti elevate allo stato di moglie del dio Amon a Tebe, dove avevano molto potere. L'influenza politica di Tebe diminuì solo nel tardo periodo.
Intorno al 750 a.C., l'influenza dei kush (nubiani) su Tebe e l'alto Egitto stava aumentando. Nel 721 a.C. il re Shabaka di kush sconfisse le forze combinate di Osorkon IV (XXII Dinastia), Peftjauawybast (XXIII dinastia) e Bakenranef (XXIV dinastia) e riunificò nuovamente l'Egitto. Il suo regno vide un grosso aumento nelle costruzioni in tutto l'Egitto, soprattutto nella città di Tebe, che rese la capitale del suo regno. A Karnak eresse una statua di se stesso che indossava lo Pschent in marmo rosa. Taharqa realizzò molti progetti importanti a Tebe e in nubia prima che gli assiri iniziarono la guerra contro l'Egitto.

### Tardo Periodo

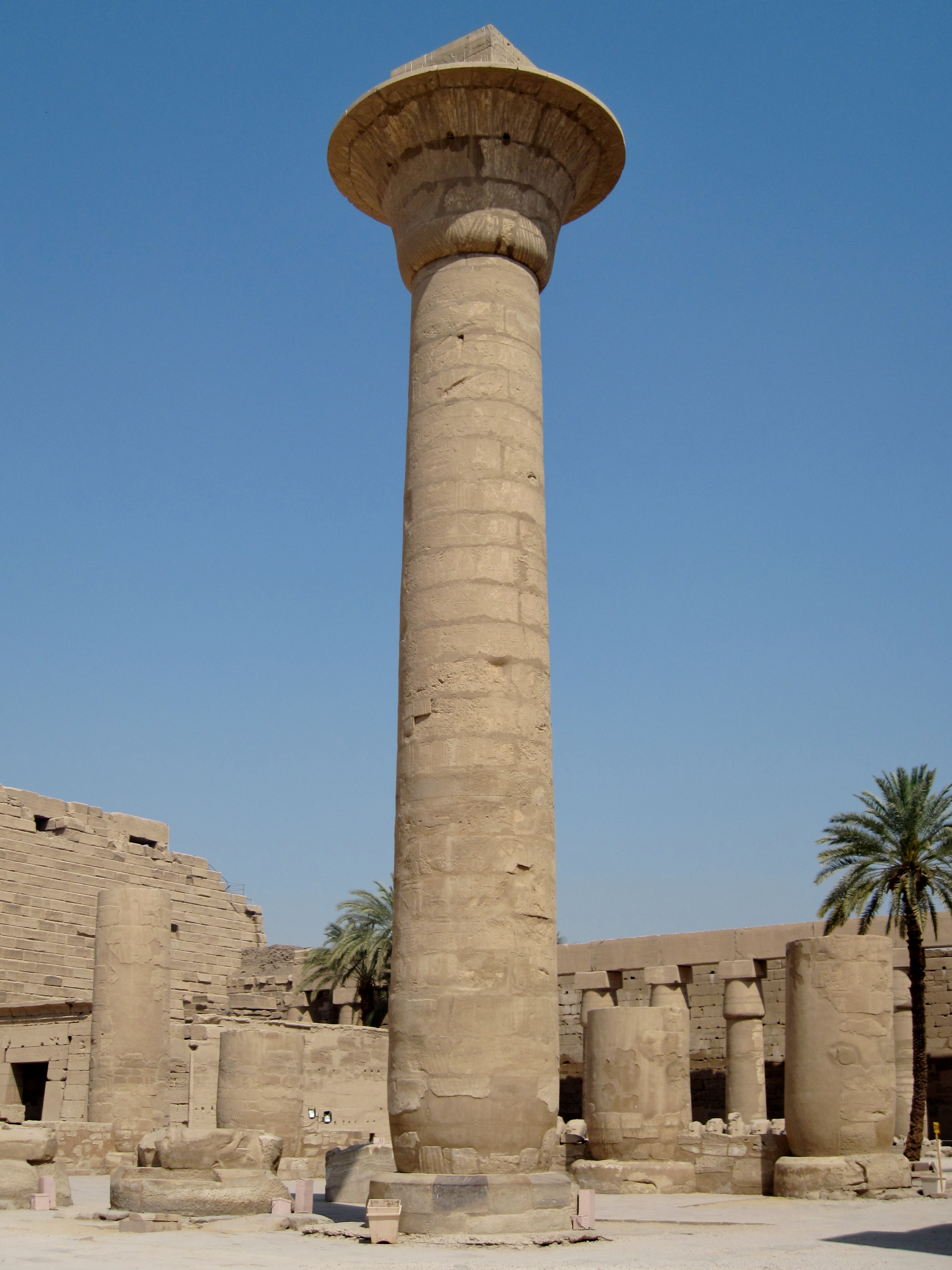
Una colonna di Taharqa nel distretto di Amun-Re al tempio di Karnak riportata alla sua altezza originale

Nel 667 a.C., attaccato dall'esercito del re assiro Assurbanipal, Taharqa abbandonò il basso Egitto e scappò a Tebe. Dopo la sua morte tre anni dopo suo nipote (o cugino) Tantamani prese il controllo di Tebe, invase il basso Egitto e assediò Menfi, ma abbandonò il suo tentativo di conquistare il paese nel 663 a.C. e si ritirò verso sud. Gli assiri lo inseguirono e presero Tebe, il cui nome fu aggiunto a una lunga lista di città distrutte dagli assiri, come scrisse Assurbanipal:

Questa città, tutta, l'ho conquistata con l'aiuto di Ashur e Ishtar. Argento, oro, pietre preziose, tutte le ricchezze del palazzo, ricche stoffe, prezioso lino, grandi cavalli, gli uomini e le donne che supervisionavano, due obelischi di splendido electrum, pesanti 2500 talenti, le porte dei templi che ho staccato dalle loro basi e portato in Assiria. Con questo pesante bottino ho lasciato Tebe. Contro l'Egitto e Kush ho alzato la mia lancia e mostrato il mio potere. Con mani piene sono tornato a Ninive, in buona salute.

Tebe non riconquistò mai la sua importanza politica, ma rimase un centro religioso importante. Gli assiri misero al potere Psamtik I (664–610 a.C.), che ascese a Tebe nel 656 a.C. e vi fece diventare sua figlia, Nitocris I, ereditiera della moglie del dio Amon. Nel 525 a.C. il persiano Cambise II invase l'Egitto e divenne faraone, sottomettendo il regno come una satrapia del più grande impero achemenide.

### Periodo Greco-Romano

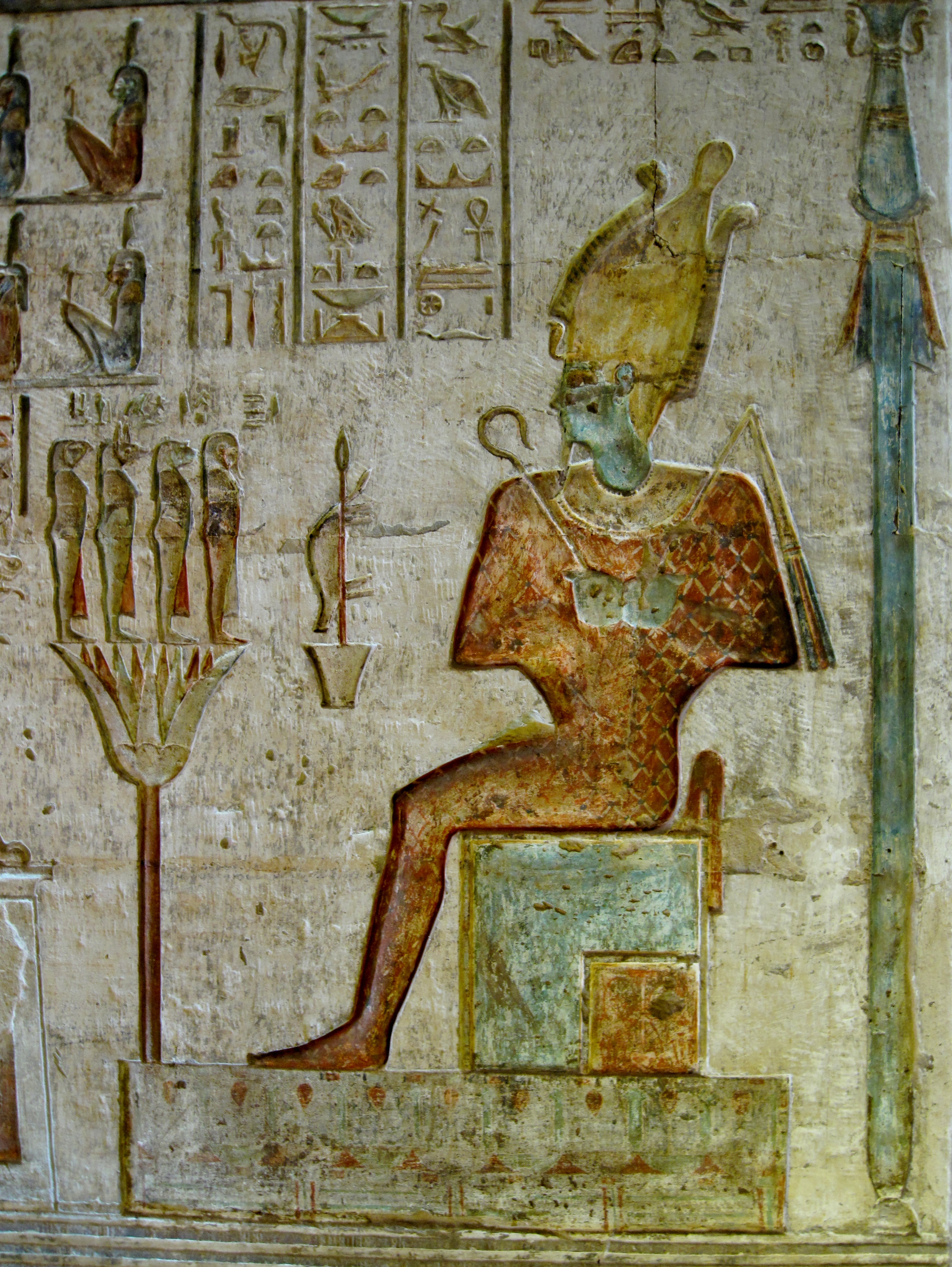
Rilievo nel tempio di Hator, Deir el-Medina (costruito durante la dinastia Tolemaica)

Il buon rapporto dei tebani col potere centrale nel nord finì quando i faraoni nativi dell'Egitto furono sostituiti dai greci, guidati da Alessandro Magno. Egli visitò Tebe durante una celebrazione del festival di Opet. Nonostante la sua ben accolta visita, Tebe divenne un centro di dissenso. Verso la fine del terzo secolo a.C. Hugronaphor (Horwennefer), probabilmente di origini Nubiane, guidò una ribellione contro i Tolomei nell'alto Egitto. Il suo successore, Ankhmakis, tenne estese parti dell'alto Egitto fino al 185 a.C.. Questa rivolta era sostenuta dai sacerdoti tebani. Dopo la soppressione della rivolta nel 185 a.C., Tolomeo V, necessitando il supporto dei sacerdoti, li perdonò.
Mezzo secolo dopo i tebani si ribellarono di nuovo, nominando Harsiesi al trono nel 132 a.C.. Harsiesi, essendosi appropriato dei fondi della banca reale di Tebe, scappò l'anno dopo. Nel 91 a.C. iniziò un'altra rivolta. Negli anni seguenti Tebe fu sottomessa e la città fu ridotta in macerie.
Durante l'occupazione romana (30 a.C.-349 d.C.), le comunità rimanenti si accumularono attorno al pilone del tempio di Luxor. Tebe divenne parte della provincia romana di Thebais che più tardi si divise in Thebais superior, incentrata sulla città, e Thebais inferior, incentrata attorno al Ptolemais Hermiou. Una legione romana stazionava nel tempio di Luxor al tempo delle campagne romane in Nubia. Lo sviluppo non si fermò improvvisamente, ma la città continuò il suo declino. Nel primo secolo d.C., Strabone descrive Tebe come un semplice villaggio.
I vari conquistatori, tra cui ultimi, i Romani, l'avevano spogliata dei suoi tesori e dei monumenti più belli.
In età cristiana vi sorsero conventi e chiese e il nome della città mutò in Tria Kastra, quindi divenne el-Uqsur, da cui l'attuale Luxor.

## Patrimonio dell'Umanità
Nel 1979 l'antico sito archeologico dell'Antica Tebe con la sua necropoli fu proclamato Patrimonio dell'Umanità. Il sito di Tebe è formato da numerosi templi funerari e religiosi sia sulla costa occidentale e sia sulla costa orientale del Nilo.
Lungo la riva occidentale del Nilo, si stende la necropoli tebana. Assai note la Valle delle Regine e la Valle dei Re, nelle quali scavi archeologici portarono alla luce le tombe dei sovrani del Nuovo Regno. Famoso il ritrovamento della tomba di Tutankhamon. Nella zona pianeggiante, vi sono i resti e le rovine di maestosi edifici e templi, in onore o per il culto dei defunti, quali il tempio di Medinet Habu, i colossi di Memnone, il tempio di Ramses II e il tempio di Seti I.

### Tebe est o sponda orientale
Sulla riva orientale si trovano il Tempio di Luxor e il Grande tempio di Amon. In passato oltre ai templi vi erano anche i quartieri urbani.

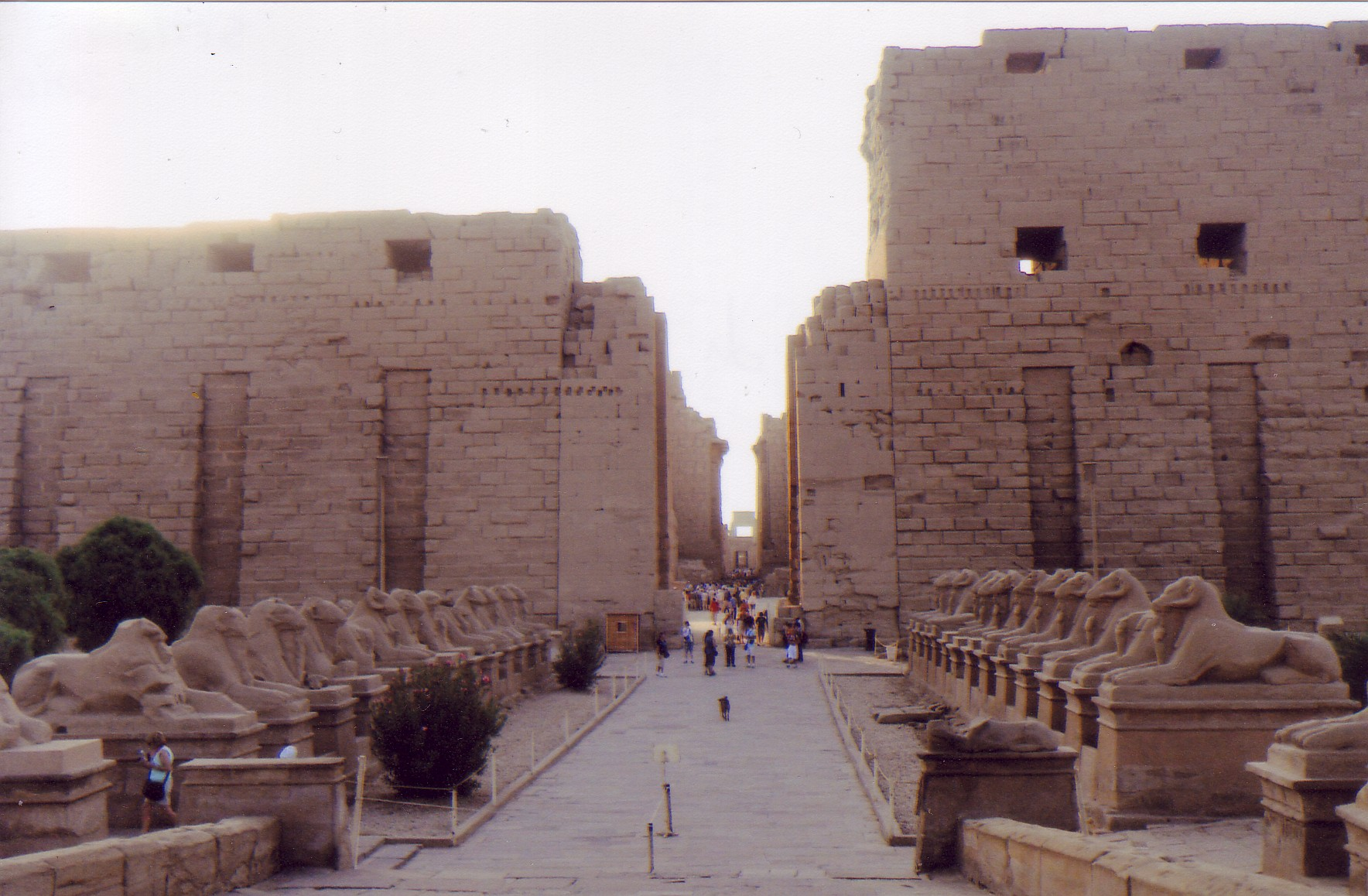
Tempio Karnak, 1º pilone.

- Tempio di Luxor: è un grande complesso templare egiziano situato sulla riva orientale del Nilo nella città di Luxor (antica Tebe).
- Grande tempio di Amon, o Tempio di Karnak: è un grande complesso templare egiziano situato sulla riva orientale del Nilo nella città di Luxor (antica Tebe)

### Tebe ovest o città dei morti
Posta sulla riva occidentale dove iniziava il deserto, Tebe ovest era costituita dalle necropoli, i grandi templi funerari e la città degli operai.
- Colossi di Memnone: sono due enormi statue di pietra del faraone Amenofi III. Nei passati 3 400 anni sono rimasti nella necropoli di Tebe, lungo le rive del Nilo, di fronte all'attuale città di Luxor.
- Medinet Habu: è il nome moderno del sito che ospita un importante complesso templare risalente all'antico Egitto posto sulla riva occidentale del Nilo nei pressi di Tebe.
- Ramesseum: è il tempio funerario del faraone Ramses II in Egitto.
- Valle delle Regine: è la località dell'Egitto dove furono sepolte le regine della XIX e XX dinastia, i figli dei sovrani egizi, personaggi di sangue reale o strettamente legati alla monarchia.
- Valle dei Re: è una località dell'Egitto dove furono sepolti i sovrani del Nuovo Regno.

## Patrimonio culturale
Dal 25 ottobre 2018 al 27 gennaio 2019, il Museo di Grenoble organizza con il sostegno del Museo del Louvre, una mostra di tre mesi sulla città di Tebe e il ruolo delle donne nella società del tempo.